# Simawang
Simawang is een bestuurslaag in het regentschap Tanah Datar van de provincie West-Sumatra, Indonesië. Simawang telt 8195 inwoners (volkstelling 2010).